# Rothsteiner Felsen

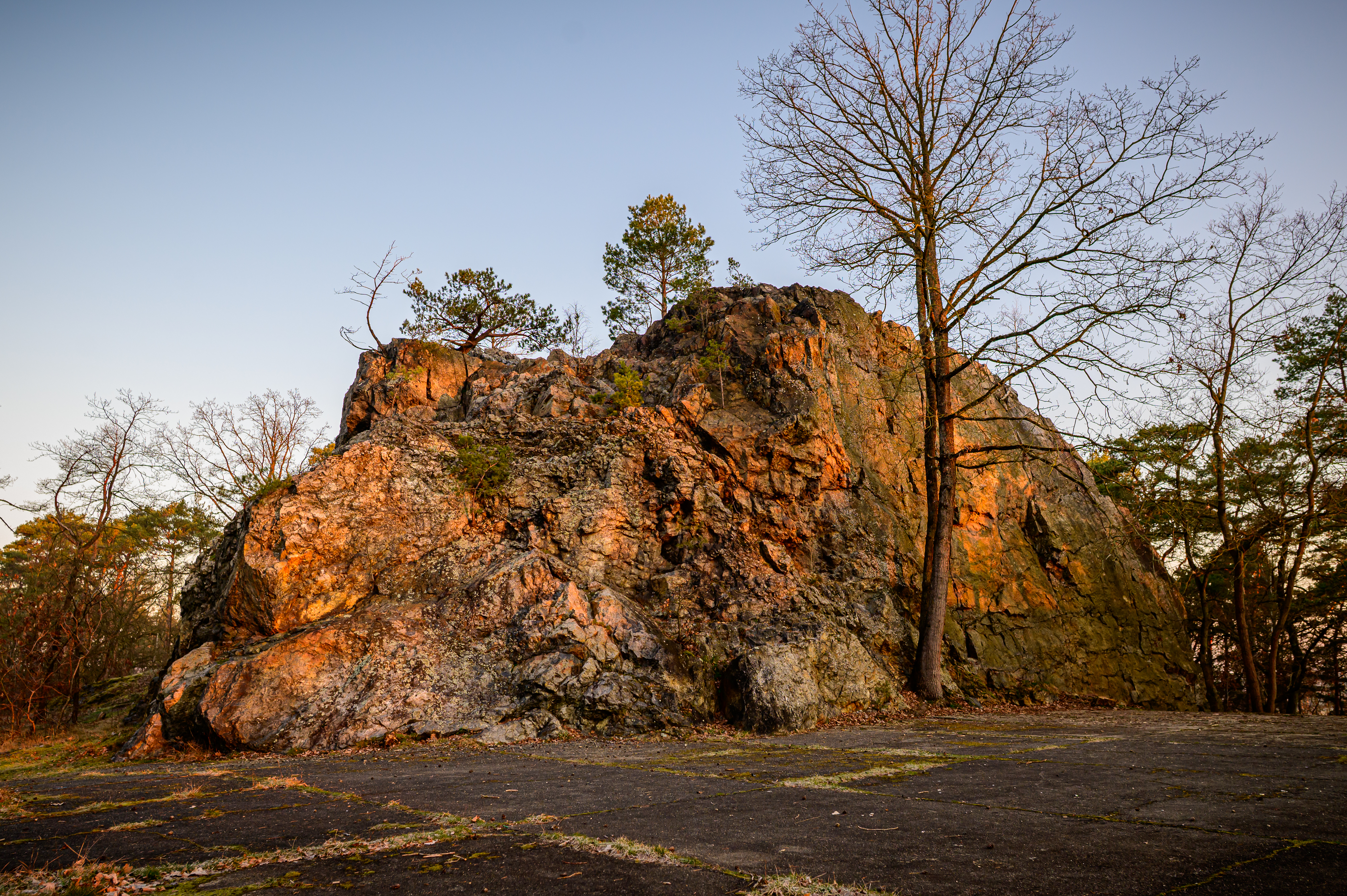
Der Rothsteiner Felsen

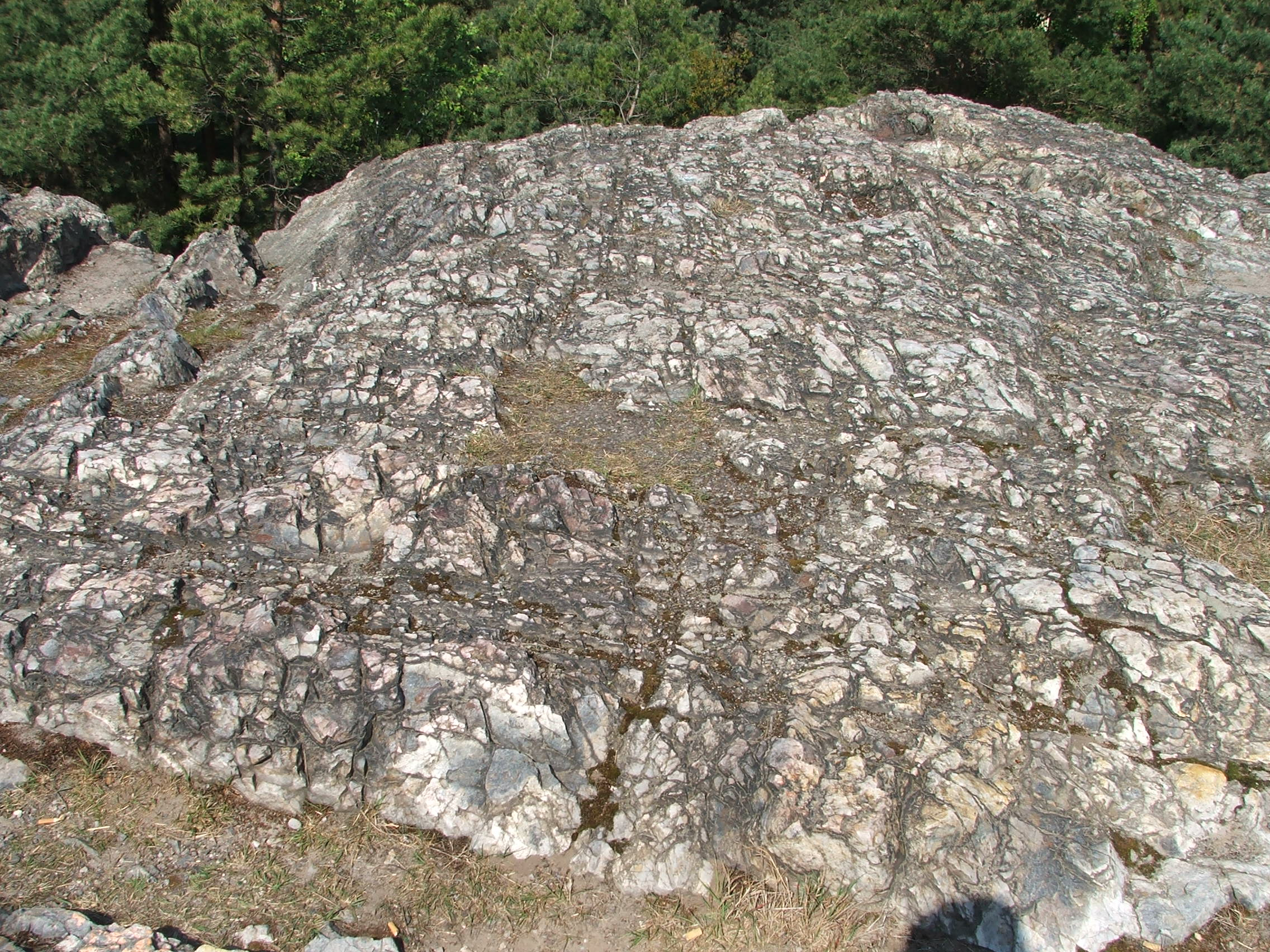
Spuren der vorletzten Eiszeit auf dem Felsen

Der Rothsteiner Felsen ist ein natürlich entstandener Felsen im Land Brandenburg. Er befindet sich südlich von Rothstein, einem Ortsteil von Uebigau-Wahrenbrück im brandenburgischen Landkreis Elbe-Elster, etwa sechs Kilometer nordöstlich der Stadt Bad Liebenwerda.

## Entstehung
Das Gestein des Felsens entstand vor etwa 560 Millionen Jahren im Ediacarium auf dem Meeresgrund. Bei dem Gestein handelt es sich um Grauwacke, einem Gemenge aus verschiedenartigen Gesteinsbruchstücken. Aufgrund der damaligen Nähe zu heißen Quellen ist die Grauwacke intensiv verkieselt und daher sehr widerständig. Das Gestein überstand die mehrmaligen Eisvorstöße während der Elster- und der Saalekaltzeit. Nach der Saalekaltzeit ragte der Felsen wahrscheinlich nur gering über seine Umgebung hervor. Die Abtragung der lockeren eiszeitlichen Sedimente in den Kältewüsten der Weichseleiszeit, die das Gebiet nicht mehr erreichte, ließ den Felsen um rund 15 Meter aus seiner Umgebung heraustreten. In einer Landkarte aus dem Jahr 1753 wurde er als Großer Stein bezeichnet.

## Nutzung, Fauna und Flora
Der Rothsteiner Felsen wurde früher wirtschaftlich genutzt, Rothsteiner Schotter wurde beim Bau vieler Straßen der Umgebung als Untergrund verwendet, ebenso bildeten die Steine das Baumaterial für Gebäude im Ort Rothstein. Der Felsen wurde dadurch deutlich kleiner. Im Jahre 1915 wurde der verbliebene Felsen als Flächennaturdenkmal unter Schutz gestellt.
Bereits um 1900 fanden am Felsen Sommerfeste statt. Seitdem wird jedes Jahr am 2. Wochenende im Juli am Fuß des Felsens das Rothsteiner Felsenfest gefeiert, welches eines der größten Volksfeste der Umgebung ist.
Der Rothsteiner Felsen ist ein bekannter Kletterfels. In der Umgebung wachsen Birken und Kiefern. Im Umfeld des Felsens brüten der Schwarzspecht, der Rotmilan sowie der Baumfalke. Experten fanden auf der Oberfläche des Felsens im Jahr 1936 eine seltene Kissenmoosart sowie das einzige Vorkommen der Strauchflechte Cladonia rappii in Brandenburg.

## Weitere Felsen in Brandenburg
Neben dem Rothsteiner Felsen existierte ca. 15 km östlich noch der Felsen von Fischwasser (Gem. Heideland). Dieser wurde aber komplett abgebaut und ist nicht mehr erhalten. Es gibt im Land Brandenburg noch an vier weiteren Stellen Festgesteine (bei Großkoschen, Großthiemig, Sperenberg und Rüdersdorf). Die dort heute vorhandenen Felsen sind aber alle durch den Steinbruchbetrieb entstanden.